# Мейкенешть (комуна)
Мейкенешть, Мейкенешті (рум. Măicănești) — комуна у повіті Вранча в Румунії. До складу комуни входять такі села (дані про населення за 2002 рік):
- Белчуджеле (397 осіб)
- Мейкенешть (1251 особа) — адміністративний центр комуни
- Римнічень (1701 особа)
- Слобозія-Ботешть (663 особи)
- Ступіна (406 осіб)
- Тетару (877 осіб)

Комуна розташована на відстані 161 км на північний схід від Бухареста, 32 км на південний схід від Фокшан, 42 км на захід від Галаца, 147 км на схід від Брашова.

## Населення
За даними перепису населення 2002 року у комуні проживали 5295 осіб.
Національний склад населення комуни:
| Національність | Кількість осіб | Відсоток |
| -------------- | -------------- | -------- |
| румуни         | 5143           | 97,1%    |
| цигани         | 150            | 2,8%     |
| українці       | 1              | < 0,1%   |
| німці          | 1              | < 0,1%   |

Рідною мовою назвали:
| Мова       | Кількість осіб | Відсоток |
| ---------- | -------------- | -------- |
| румунська  | 5293           | > 99,9%  |
| українська | 1              | < 0,1%   |
| болгарська | 1              | < 0,1%   |

Склад населення комуни за віросповіданням:
| Релігія       | Кількість осіб | Відсоток |
| ------------- | -------------- | -------- |
| православні   | 5226           | 98,7%    |
| адвентисти    | 29             | 0,5%     |
| п'ятдесятники | 25             | 0,5%     |
| бретрени      | 4              | 0,1%     |
| мусульмани    | 1              | < 0,1%   |